# Nicky Hopkins
Nicholas Christian Hopkins, beter bekend als Nicky Hopkins (Perivale, Londen, 24 februari 1944 - Nashville, 6 september 1994), was een Engelse muzikant. Hij speelde diverse toetseninstrumenten waaronder orgel en piano. Hopkins kreeg bekendheid door zijn sessiewerk bij The Rolling Stones, The Who, en The Kinks waarmee hij op vele hits hoorbaar is met zijn toetsenwerk.

## Biografie
Nicky Hopkins begon zijn muzikale carrière begin jaren zestig als pianist van de band Screaming Lord Sutch, waar ook Ritchie Blackmore (een van de latere oprichters van Deep Purple) deel van uitmaakte. Vervolgens deed hij mee op de plaat Country Line van Cyril Davis, een van de eerste Britse bandjes.
Sinds zijn jeugd had Hopkins al de ziekte van Crohn, waardoor het hem lastig viel om te toeren. Dit deed hij dan ook niet erg vaak.
Al snel werd hij een bekende pianist in Londen, en werd hij door veel bandjes gevraagd op hun nieuwe album mee te spelen. Dit deed Hopkins voor The Kinks, Donovan en vooral The Rolling Stones.
In 1965 speelde Hopkins piano op de debuut-lp van The Who. Hierdoor nam zijn bekendheid toe. Hij heeft met veel artiesten gespeeld, te weten:
- The Beatles
- Jeff Beck
- George Harrison
- Jefferson Airplane
- The Kinks
- John Lennon
- Paul McCartney
- Steve Miller Band
- The Rolling Stones
- Rod Stewart
- Mick Taylor
- The Who
- Quicksilver Messenger Service
- Neil Young

### The Rolling Stones
Nicky Hopkins is vooral bekend door The Rolling Stones. Hij bedacht en speelde bijvoorbeeld de piano-intro van de singles We Love You en Sympathy For The Devil en de kenmerkende pianopartij van Angie. Hij speelde mee op hun albums:
- Between the Buttons
- Their Satanic Majesties Request
- Beggar's banquet
- Let it bleed
- Black and blue
- Exile on Main St.

In 1969, tijdens de opnamen van Let It Bleed, kwam Keith Richards niet opdagen. Dit kwam doordat hij ruzie had met Ry Cooder, die de mogelijke vervanger van de overleden gitarist Brian Jones zou worden. Tijdens het wachten namen Nicky Hopkins, Mick Jagger, Bill Wyman en Ry Cooder de plaat Jamming With Edward op. De opnamen werden later ook op elpee uitgebracht, maar niet onder de naam The Rolling Stones.
Op 26 september 1994 overleed Hopkins in het St. Thomas Hospital in Nashville op 50-jarige leeftijd. Hij was toen nog bezig met zijn autobiografie.

## Discografie soloalbums
- Revolutionary Piano, CBS, 1966
- The Tin Man was a Dreamer, CBS, 1973
- No More Changes, Mercury, 1975
- The Fugitive - Original TV Drama Soundtrack, Toshiba EMI, 1992
- Patio - Soundtrack, Toshiba EMI, 1992
- Namiki Family - Soundtrack CD, Toshiba, 1993
- Last Song, PCCA-00492, 1996

- Bibliothèque nationale de France: cb13935810g (data)
- Gemeinsame Normdatei: 13441053X
- International Standard Name Identifier: 0000 0000 5888 898X
- Library of Congress Control Number: n94111577
- MusicBrainz: 6cbe7f39-d487-42e2-8722-23dc2332ea95
- Nationale Bibliotheek van Tsjechië: xx0094404
- Nationale Bibliotheek van Israël: 987007334430605171
- Système universitaire de documentation: 089910214
- Virtual International Authority File: 74041049
- WorldCat: E39PBJwmTty7fhPhkytCx8RMyd